# رابطة الأطباء الأمريكيين
رابطة الأطباء الأمريكيين (اختصارًا AAP) هي جمعية طبية شرفية تُمنح عضويتها لتكريم البارزين من العلماء في مجال الطب والعلوم الطبية.

## التاريخ
اشترك في تأسيس الرابطة سنة 1885 الطبيب الكندي السير ويليام أوسلر وستة آخرون من أبرز أطباء عصره، بهدف "تقدم الطب العلمي والعملي"، وعقدت اجتماعها الأول سنة 1886. وقد شهدت الاجتماعات السنوية للرابطة الإعلان عن عدد من التطورات في العلوم الطبية الحيوية، من بينها اكتشاف الإنسولين على يد بانتنغ ومكليود سنة 1922، واكشاف علاج فقر الدم الخبيث بخلاصة الكبد النيء على يد مينوت وميرفي سنة 1926.

## عضوية الجمعية
يعتبر الانتخاب لعضوية رابطة الأطباء الأمريكيين تشريفًا يُمنح لذوي الإنجازات البارزة في مجال العلوم الطبية الحيوية، وتقتصر العضوية على 60 شخصًا في العام. وتضم الرابطة نحو 1000 عضو عامل، و550 عضو فخري وشرفي، معظمهم من مواطني الولايات المتحدة الأمريكية.
كان من بين أعضاء الرابطة فائزون بجائزة نوبل (من بينهم باري مارشال وستانلي بروسنر ومايكل ستيوارت براون وجوزيف غولدشتاين وغيرهم) إلى جانب أعضاء في كل من الأكاديمية الوطنية الأمريكية للعلوم ومعهد الطب.

## قلادة كوبر
تمنح الرابطة قلادة جورج م. كوبر (بالإنجليزية: George M. Kober medal) للعلماء من ذوي الإسهامات المميزة في مجالات الطب والعلوم الطبية.

## روابط خارجية
- الموقع الرسمي